# Strangalia bonfilsi
Strangalia bonfilsi es una especie de escarabajo longicornio del género Strangalia, categorizada en la tribu Lepturini, de la subfamilia Lepturinae. Fue descrita por Villiers en 1979.

## Descripción
Mide 12-15 mm de longitud.

## Distribución
Se distribuye por Guadalupe.